# 平成18年豪雪

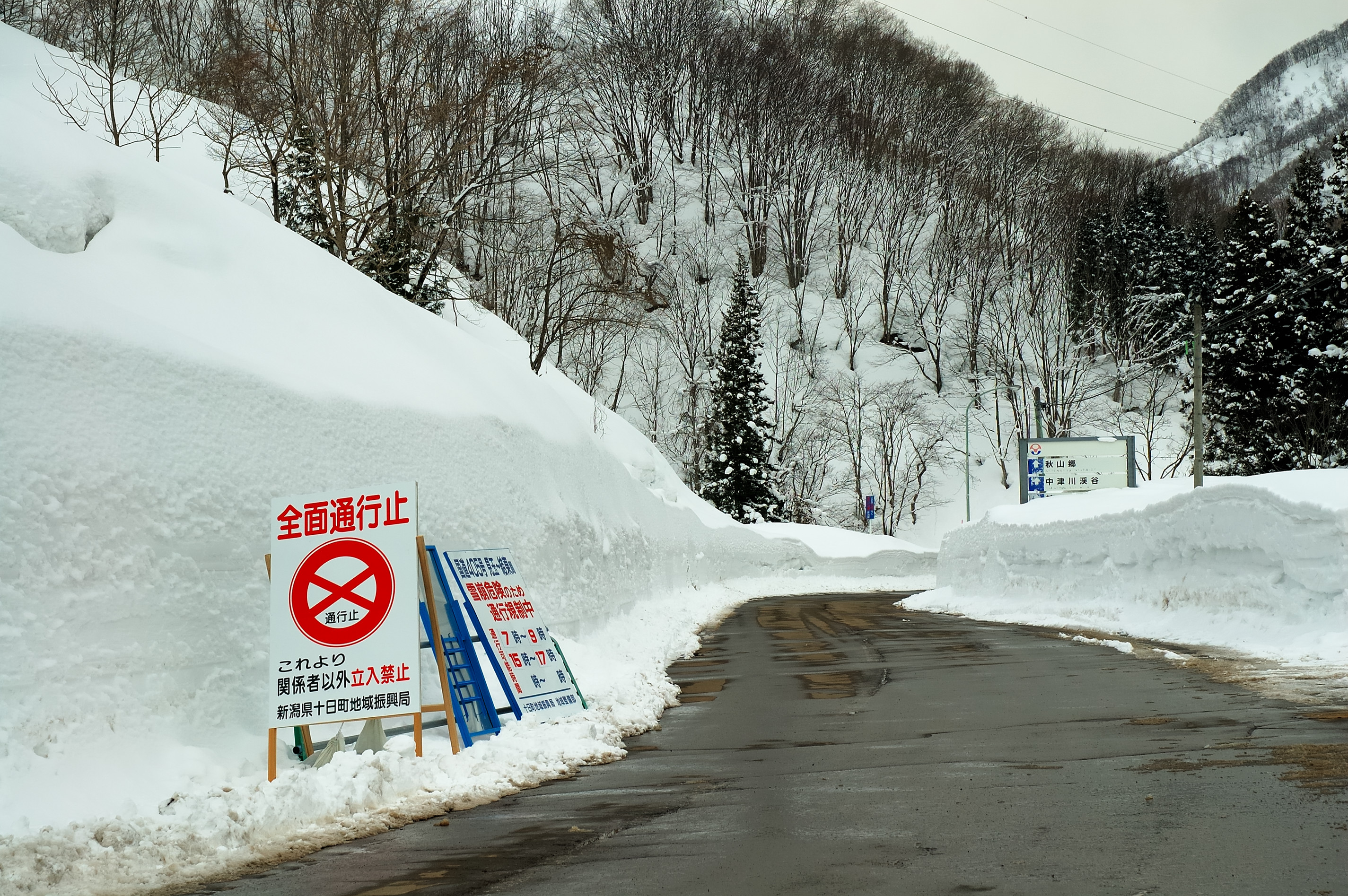
一時通行止めとなった国道405号（この画像は通行止めが一時解除されてから写したもの）

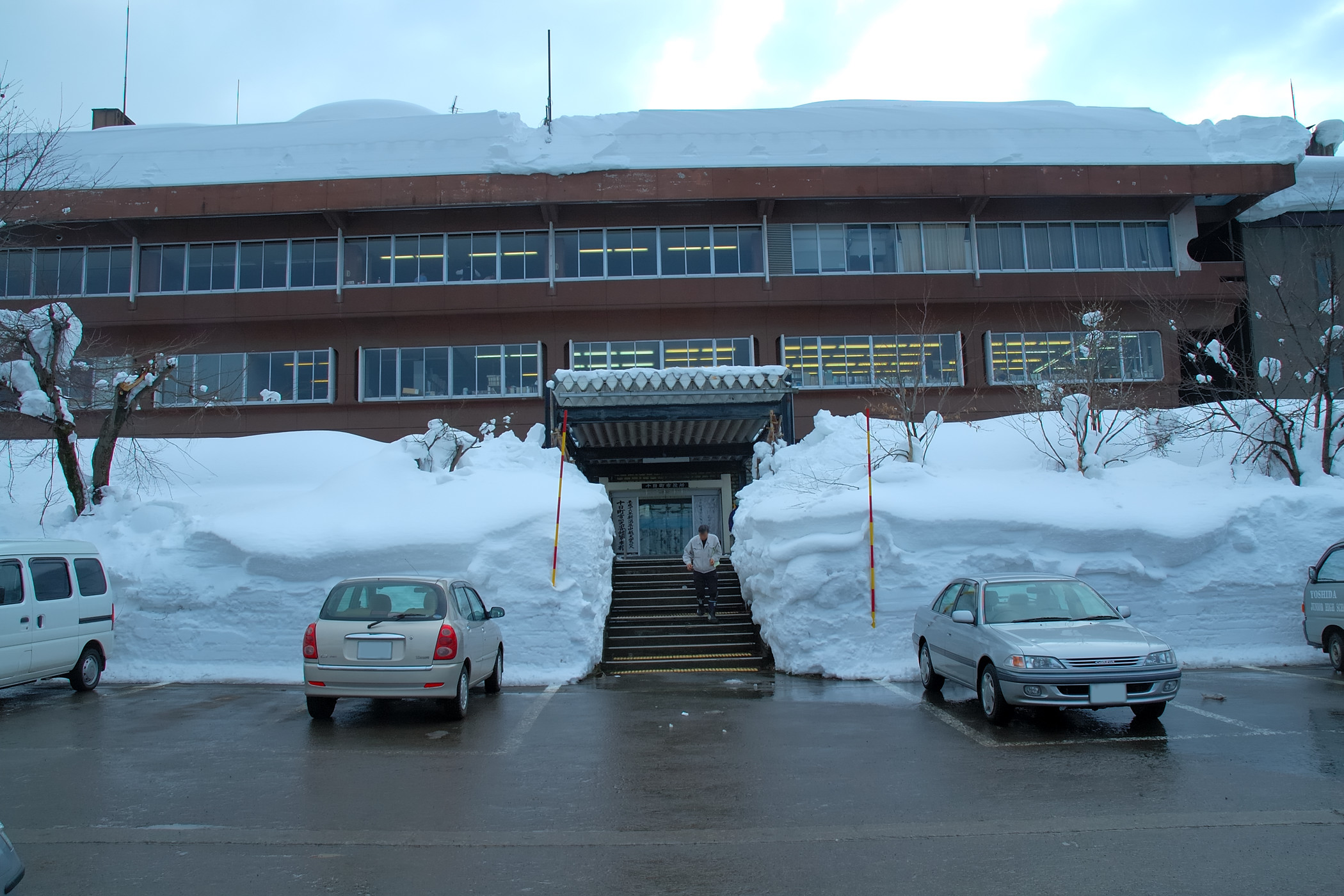
車の高さを越える雪が積もった十日町市役所前

平成18年豪雪（へいせい18ねんごうせつ）とは2005年（平成17年）12月から2006年（平成18年）2月にかけて日本で発生した豪雪である。〇六豪雪（ぜろろくごうせつ）、一八豪雪（いちはちごうせつ）などとも呼ばれる。
2006年（平成18年）3月1日に気象庁が「平成18年豪雪」と命名。気象庁による豪雪の命名は、昭和38年1月豪雪（三八豪雪）以来、2度目（43年ぶり）となる。

## 概要
気象庁は当初2005年（平成17年）秋ごろの寒候期予報や3か月予報などにおいて全国的に気温は平年並みか高いと予想。暖冬となる見込みであった。しかし予想に反し2005年（平成17年）12月上旬に早くも強い寒気が流れ込んだのを皮切りにその後も次々と断続的に寒気が流れ込むようになり、急速に発達する低気圧の通過と重なり日本各地に大雪、寒波、暴風をもたらした。結果的に2005年（平成17年）12月から2006年（平成18年）1月上旬のほとんど毎日が冬型の気圧配置となり、この期間は1985年（昭和60年）から1986年（昭和61年）の六一豪雪以来の記録的な豪雪と低温となった。気象庁は12月下旬に暖冬との予想を撤回し、結局この冬は南西諸島を除き寒冬となった。ただその一方で2月中旬からは一転して、15日には南風が吹き静岡市で24°Cの記録的な高温を観測したり、下旬は低気圧が日本の北を周期的に通過したため、南から暖かい空気が流れ込んで気温の高い日が多く、高温・暖冬傾向となった。3月に入ると13日に強い寒の戻りがあった以外は余寒はほとんど無く、おおむね北日本中心の高温・暖春傾向で桜の開花や満開は全国的に平年より早く厳冬の割りには春の訪れは早かった。
この豪雪の特徴としては強い冬型の気圧配置が続くことで雪雲が季節風により山地まで運ばれるため山間部や内陸部に大雪をもたらす「山雪型」の特徴が顕著に現れた。
北海道地方から北陸地方・山陰地方の山間部では多くの地域で冬（12月 - 2月）の降雪量や最深積雪が平年を上回った。特に新潟県の山間部にある津南町では4mを超える最深積雪を記録したのをはじめ北海道、東北地方、北陸地方、群馬県、岐阜県、長野県、中国地方などの山間部や内陸部を中心として記録的な最深積雪となる所が多く12月の時点で歴代最深積雪の記録を塗り替えた地点もあった（豪雪の記録は年間で一番積雪が増える1月後半から2月にかけて記録されることが多く、12月中に記録を更新することは珍しい）。
金沢市、福井市、鳥取市など日本海側沿岸部に位置する地域では最深積雪こそ平年並あるいは平年を上回るところが多かったものの冬期間の降雪量は平年並あるいは平年を下回るところが多かった。12月は日本海側山間部から内陸部、沿岸部の多くの地点で降雪量が平年を大きく上回ったものの1月中旬以降は冬型の気圧配置が長続きせず高温となる時期も多くなったこと（2005 - 2006年冬のシーズンは12月よりも2月の方が高温であった）や冬型の気圧配置となっても山間部中心の降雪となったため日本海側沿岸部では1月、2月の降雪量は平年を下回り、この地域では2月中旬以降は融雪も進み3月を迎える前に積雪がなくなる地点も多かった。山間部の地域でも1月中旬以降は強い降雪のピークは超えたが、その代償として気温の変動などによる融雪や雪崩による被害も増加した。
新潟市や東北地方太平洋側の仙台市や福島市でも冬の降雪量や最深積雪は平年並、あるいは平年を下回った（但し、元々これらの都市は日本海からの発達した雪雲の影響を比較的受けにくい地域であり積雪は比較的少ない）。
この12月は平年の「寒気が南下してくる限界」よりも南に寒気が流れ込んだため九州地方、四国地方、中国地方瀬戸内側、近畿地方、東海地方など平年は雪が少ない地域でも大雪となった。主要都市でも鹿児島市、高知市、広島市、名古屋市など広い範囲で記録的な大雪となった。また、1月下旬には本州南岸を通過した低気圧の影響で関東地方でも大雪となった。

### 原因
原因については北極振動の発生により北極と日本付近との気圧の差が小さくなり、北極付近の寒気が南下しやすくなったことが考えられている。この北極振動は2005年（平成17年）11月中旬頃から突如として、バイカル湖およびシベリア付近に蓄積していた非常に強い寒気を放出した（シベリア気団を参照）。さらに偏西風が蛇行し日本列島付近に寒気が流れ込みやすくなっていたことが寒気の供給に拍車をかける結果となり、この年の猛暑と暖秋で日本海の海水温が平年より2度近くも上昇したことが日本海側に多量の雪をもたらす結果となった。日本の豪雪と同時にヨーロッパ北部でも大雪が降ったが、そのヨーロッパ北部も日本と同様に北極との気圧の差が小さくなっていた。さらに北アメリカ大陸西部やユーラシア大陸中部では逆に北極との気圧の差が大きくなり、気温が上昇し降水量が少なくなった。しかしこれら一連の異常は2006年（平成18年）1月半ばから弱まり北極との気圧の差が小さい地域が移動して、モスクワなどヨーロッパ北東部が寒波に襲われたり北アメリカ西部で大雪・大雨が降るなどした。またこの冬は上記のとおり日本海の海水温が平年よりも2度近くも上昇したほか、フィリピンの東海上の海水温が上がり南米ペルー沖の海水温が例年より低くなるラニーニャ現象やバレンツ海の海氷の量の減少、更にはメキシコ湾流の流軸の変動などが原因で気圧配置が変化し日本列島に寒気が流れ込みやすい状態になっていたことも一因として挙げられる。

### 社会的影響
日本では1987年（昭和62年）以降、特に1990年代はほぼ暖冬で2000年（平成12年）以降も東日本から西日本にかけて暖冬傾向だったこと、地球温暖化により暖冬の傾向が強まるとの見方が強かった。その傾向に反した今回の厳冬と大雪をメディアは大きく取り上げた。また厳冬と大雪により除雪用品や暖房器具の売り上げが伸び日本のGDPを押し上げるとの試算もあり一部に良い面もあった。しかし多数の死傷者が出た上、大雪対策で財政が圧迫される自治体が出た。また被害の大きさから三八豪雪と比較されることが多かった。現地の高齢者は「（三八豪雪）当時の方が、若者がいたためまだ対処しやすかった」と語るように体力、足腰の衰えた高齢者が雪下ろしをしなければいけなくなった現状が犠牲者を拡大させたとも指摘され、改めて中山間地区での高齢化、過疎化の問題を露呈させた。

## 経過

### 2005年（平成17年）
- 12月18日 強い寒波の流れ込みで日本海側大雪[33][34]。石川県金沢市で高圧送電線の避雷用電線が送電線に接触し、最大21,800戸が停電。広島市で17cm、高知市9cmの大雪[33]。
- 12月19日 愛知県名古屋市で23cmの大雪[35][36]。1947年2月3日以来58年ぶりの記録となった[35]。
- 12月20日 全国の40か所の観測点で、12月としての最大積雪量を記録。
- 12月22日
  - 再び強い寒波が流れ込み全国的に大雪[37]。鹿児島県鹿児島市で12月としては観測史上最高の11cm[38]。愛知県名古屋市で13cmの大雪。新潟県では暴風雪の影響で送電線がショートし大規模な停電（新潟大停電）が発生した[39][40]。翌日に復旧[41]。また、近畿地方でも一時的に大規模な停電が発生した[38]。
  - 気象庁は暖冬の予報を撤回[42]。
- 12月25日 羽越本線砂越駅〜北余目駅間で特急「いなほ14号」脱線事故[43]。死者5人、負傷者33人[44]。この事故により酒田〜鶴岡間が不通となった（JR羽越本線脱線事故）。

### 2006年（平成18年）
- 1月4日 - 5日 発達した低気圧が日本付近を通過し、暴風雪となる。東北地方日本海側で交通機関がマヒ[45][46]。各地で雪崩が発生[47][48]。太平洋側各地でも降雪する。
- 1月4日 秋田新幹線「こまち31号」「こまち33号」が田沢湖駅と赤渕駅で相次いで立ち往生[49]。乗客は車内で一夜を明かし、翌朝バス代行となる[49]。
- 1月5日 秋田県が「秋田県雪害対策部」を設置[49]。秋田新幹線（田沢湖線）が1997年（平成9年）の開業以来初めて終日運休となる[49]。また、JR東日本秋田支社管内の全線が「四八豪雪」と呼ばれた1974年（昭和49年）2月以来の全線運休となるとともに秋田市内で運行する秋田中央交通の路線バスも、一部の高速バスと空港リムジンバスを除き全線運休となる。全面運行に戻ったのは1月18日であった。
- 1月6日 新潟県の十日町市、妙高市、南魚沼市、湯沢町、津南町に災害救助法が適用される[50]。
- 1月7日 長野県の飯山市、信濃町、白馬村、小谷村、木島平村、野沢温泉村、栄村に災害救助法が適用される[51]。
- 1月8日
  - 国道405号が大雪による雪崩の危険のため、通行止め[52]。新潟県津南町と長野県栄村の計約190世帯が一時孤立[52]。12日になり限定通行が許可された[53]。2月14日に一般車両の通行が許可。
  - 同日から3日間にわたり陸上自衛隊が災害派遣として秋田市に延べ456人を展開、高齢者宅の周囲や屋根の雪かきを実施した[54]。
- 1月14日 全国各地で3月下旬から4月下旬の暖かさとなり、雪崩や融雪による被害[55][56]。
- 1月17日 大雪による死者が100人を超える[57]。
- 1月21日 関東地方で大雪[58]。東京では5年ぶりの大雪で2001年の積雪を上回る9cmを記録した[59]。
- 1月31日 経済産業省が特定商取引法の指定役務に雪かきを追加[60]。クーリングオフなどの適用対象となる[60]。
- 2月4日 八丈島で60年ぶりの積雪[61]。その他、東海地方や中国地方で積雪。
- 2月5日 気象庁が雪害の命名を検討している旨を発表[62]。
- 2月10日 秋田県仙北市の鶴の湯温泉で雪崩が発生[63]。従業員1人が死亡、露天風呂の入浴客など16人が負傷[64]。
- 2月21日 気象庁が「平成18年豪雪」を命名[65]。3月1日に報道発表[65]。
- 3月14日 総務省は3月分の特別交付税7,252億円のうち、除雪費として608億円を配分することを決定。

## 被害
被害の状況として、スリップや衝突などによる交通事故、落雪による事故のほか高齢者を中心に全体の7割を占めた雪下ろし中の事故（転落、心臓発作など）による死者が目立った。雪崩による死者は2人と他の豪雪と比較して少ない。

### 人的被害
- 死者152人
- 重傷者902人
- 軽傷者1,243人

新潟県32人、秋田県22人、北海道18人、福井県14人、山形県13人など全国で合計152人の死者が出た。負傷者は合計で2,100人を超えた。

### 家屋被害
- 家屋全壊18件
- 家屋半壊28件
- 一部損壊4,667件
- 床上浸水12件
- 床下浸水101件

広島県では一部損壊の住宅が1,000件を超えたのをはじめ滋賀県、島根県、岐阜県、秋田県、京都府、新潟県などで建物への被害件数が多かった（以上消防庁のまとめによる）。

### 自然災害
- 雪崩93件
- 地すべり13件
- 土石流5件
- がけ崩れ13件

（国土交通省のまとめによる）

### ライフライン
- 停電約1,377,400件（最大）
- 断水61,091件（最大）

### 経済被害
- 第一次産業の被害額は約99億3,400万円。また、その年の予算のうち除雪費を早々に使い切ってしまい補正予算案を決議しなければいけなくなった自治体が多く現れた。
- 豪雪災害によるスキー客の減少により閉鎖に追い込まれたスキー場も出た[68]。

### 対応
政府機関・地方公共団体
一時三重県と愛媛県が災害対策本部を、青森県が豪雪対策本部を設置した。全国79の市町村で災害対策本部が設置された。
北海道、福島県、秋田県、新潟県、長野県が除雪や雪崩予防などの災害派遣を自衛隊に要請。また新潟県の一部の市町に災害救助法が適用された。

### ボランティアの活動
各地で多くのボランティア活動が行われていたが、その中でも『週刊少年マガジン』連載の『もう、しませんから。』という漫画では作者自ら豪雪地帯へ出向き除雪を手伝う模様が漫画化されている。

## 主な記録

### 最深積雪

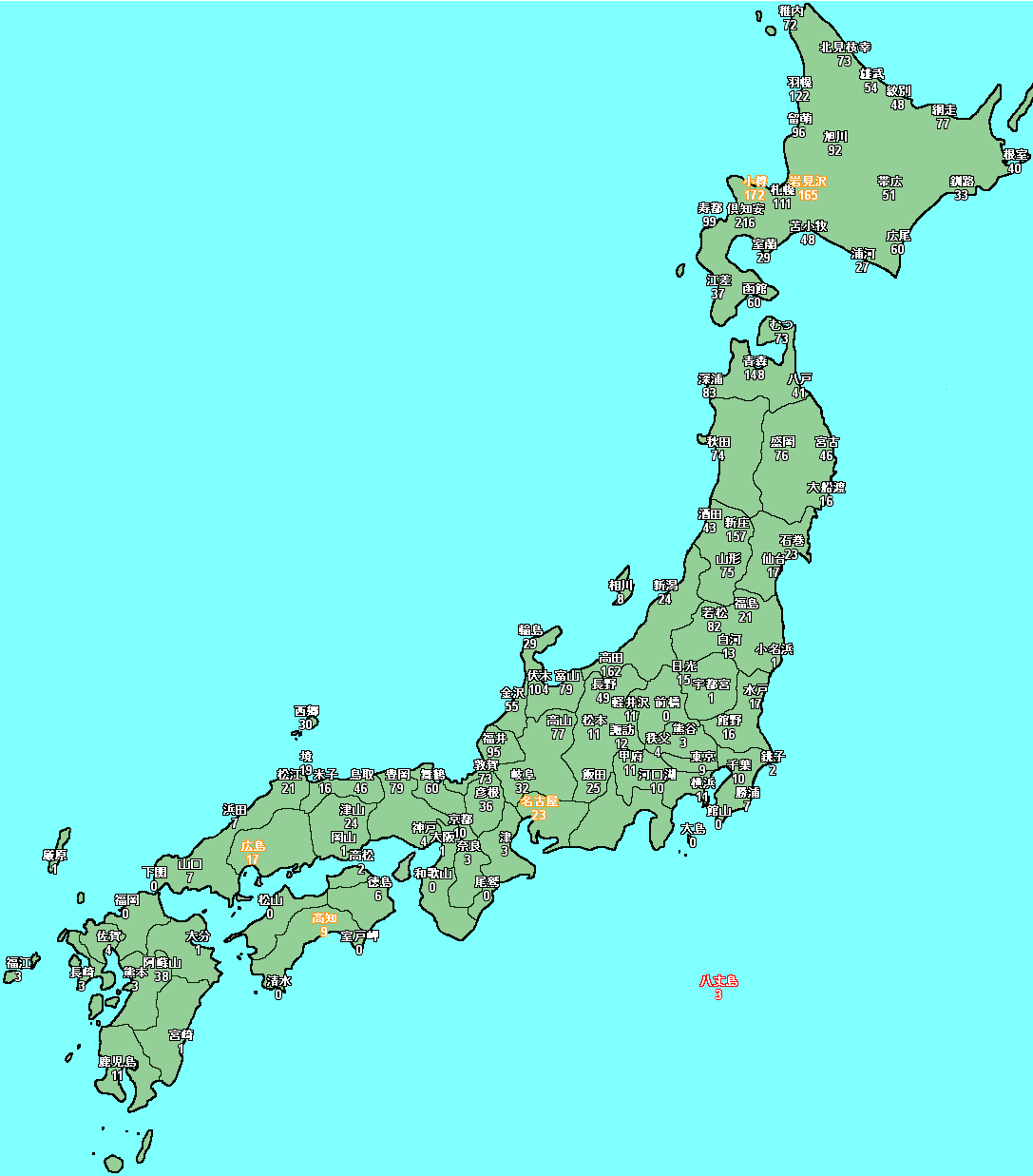
2006年（平成18年）冬の最深積雪

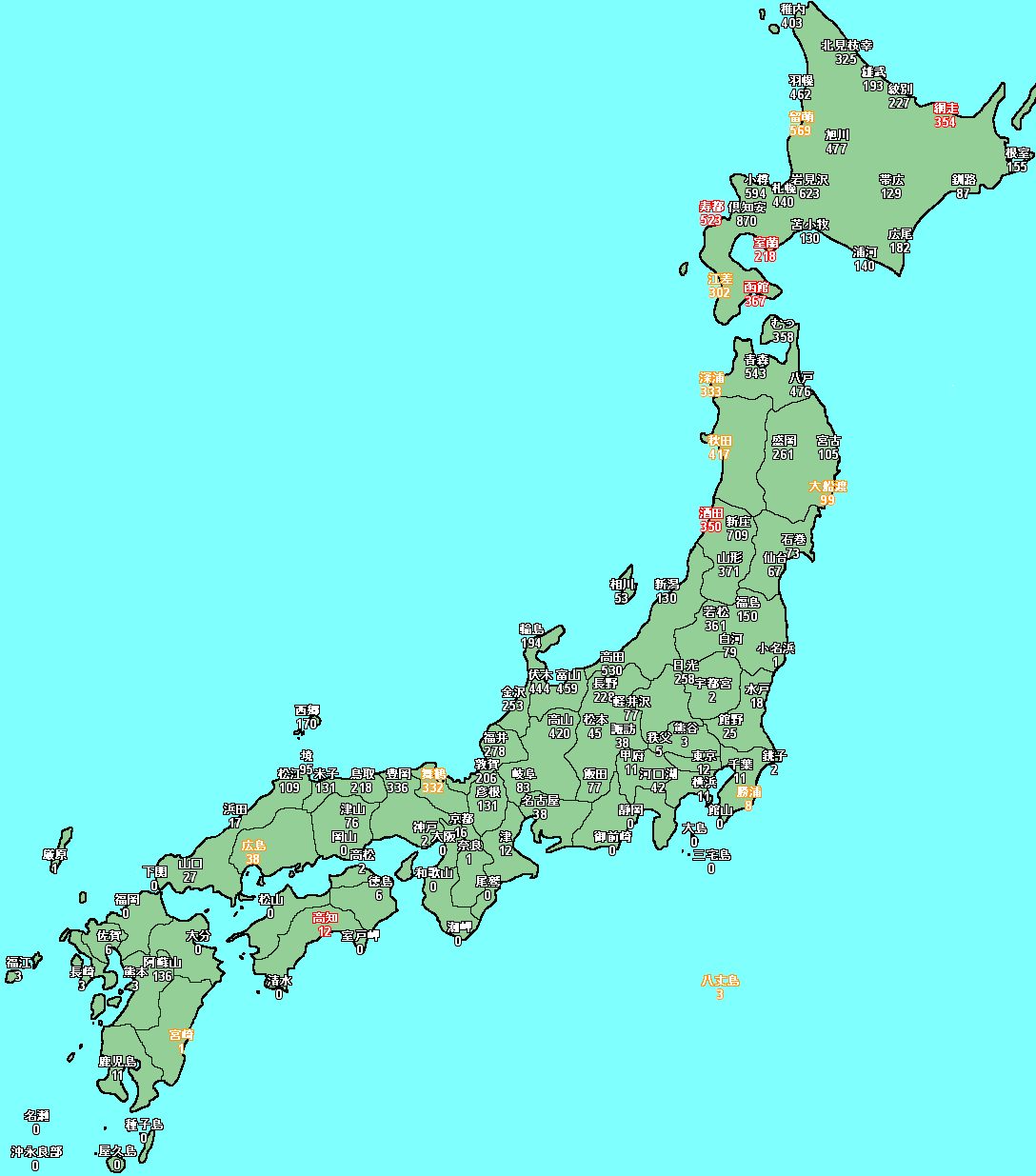
2006年（平成18年）冬の降雪量

記録的大雪となった気象台・測候所など
| 3 |

| 172 |

| 76 |

| 9 |

| 165 |

| 1 |

| 23 |

| 17 |

全339観測点のうち上位10位
| 453 |

| 416 |

| 379 |

| 358 |

| 356 |

| 343 |

| 339 |

| 324 |

| 323 |

| 302 |

最深積雪が20cm以上を記録した主な地方気象台所在地
| 148 |

| 112 |

| 95 |

| 79 |

| 76 |

| 75 |

| 74 |

| 55 |

| 52 |

| 49 |

| 46 |

| 43 |

| 36 |

| 32 |

| 24 |

| 23 |

| 21 |

年間の最深積雪の記録を更新した23地点（339地点中）
- 北海道 - 余市（196cm 2006年（平成18年）2月10日）
- 秋田県 - 鷹巣（129cm 2006年（平成18年）1月4日）・五城目（137cm 2006年（平成18年）1月5日）
- 岩手県 - 岩手松尾（62cm 2006年（平成18年）2月8日）・雫石（113cm 2006年（平成18年）2月10日）・北上（58cm 2006年（平成18年）2月8日）
- 山形県 - 狩川（162cm 2006年（平成18年）2月12日）・向町（205cm 2006年（平成18年）2月6日）
- 群馬県 - 藤原（301cm 2006年（平成18年）1月26日）・みなかみ（275cm 2006年（平成18年）1月28日）
- 長野県 - 信濃町（159cm 2006年（平成18年）1月5日）
- 岐阜県 - 神岡（166cm 2005年（平成17年）12月24日）・白川（297cm 2006年（平成18年）2月9日）・長滝（219cm 2005年（平成17年）12月24日）・樽見（171cm 2005年（平成17年）12月24日）
- 新潟県 - 湯沢（358cm 2006年（平成18年）1月28日）・津南（416cm 2006年（平成18年）2月5日）
- 富山県 - 氷見（99cm 2006年（平成18年）1月8日）
- 福井県 - 武生（92cm 2006年（平成18年）1月8日）
- 岡山県 - 千屋（97cm 2005年（平成17年）12月24日）
- 広島県 - 高野（166cm 2005年（平成17年）12月24日）・八幡（182cm 2006年（平成18年）1月7日）
- 島根県 - 赤名（134cm 2005年（平成17年）12月22日）

※タイ記録除く。1995年以前に統計開始した地点。
※月の最深積雪の記録を更新した地点は2005年（平成17年）12月に106地点、2006年（平成18年）1月に54地点、2月に18地点。

### 平均気温
- 2005年（平成17年）12月の平均気温は西日本（近畿・中国・四国・九州）で平年より2.8°C、東日本（関東・甲信・北陸・東海）で平年より2.7°Cも低くなった[71]。西・東日本ともに気象庁の統計開始以来（1946年（昭和21年）以降）最も低い値で北日本（北海道・東北）でも平年より1.9°C、南西諸島（奄美群島・沖縄県）でも平年より1.5°C低くなり1985年（昭和60年）12月以来、20年ぶりの低温となった[71]。29の気象官署地点で12月の平均気温が観測開始以来最低となったほか、20年ぶりに日本のすべての地域で12月の平均気温が平年より低くなった[71][9]。
- 全国的には12月が記録的な低温だったものの強い低温傾向は1月中旬には収まって寒暖の変動が大きくなり、2月の平均気温は一転して全国的に高温となった。しかし2005年（平成17年）12月〜2006年（平成18年）2月の冬期間中の平均では12月の記録的な低温の影響で北陸地方で平年よりも1.2度低くなったほか、全国的には北日本で0.6°C、東日本で0.8°C、西日本で0.5°Cそれぞれ平年を下回り北海道から九州北部にかけての広い範囲で低温となり暖冬傾向の平成時代としては数少ない寒冬となった。

## 各地の様子

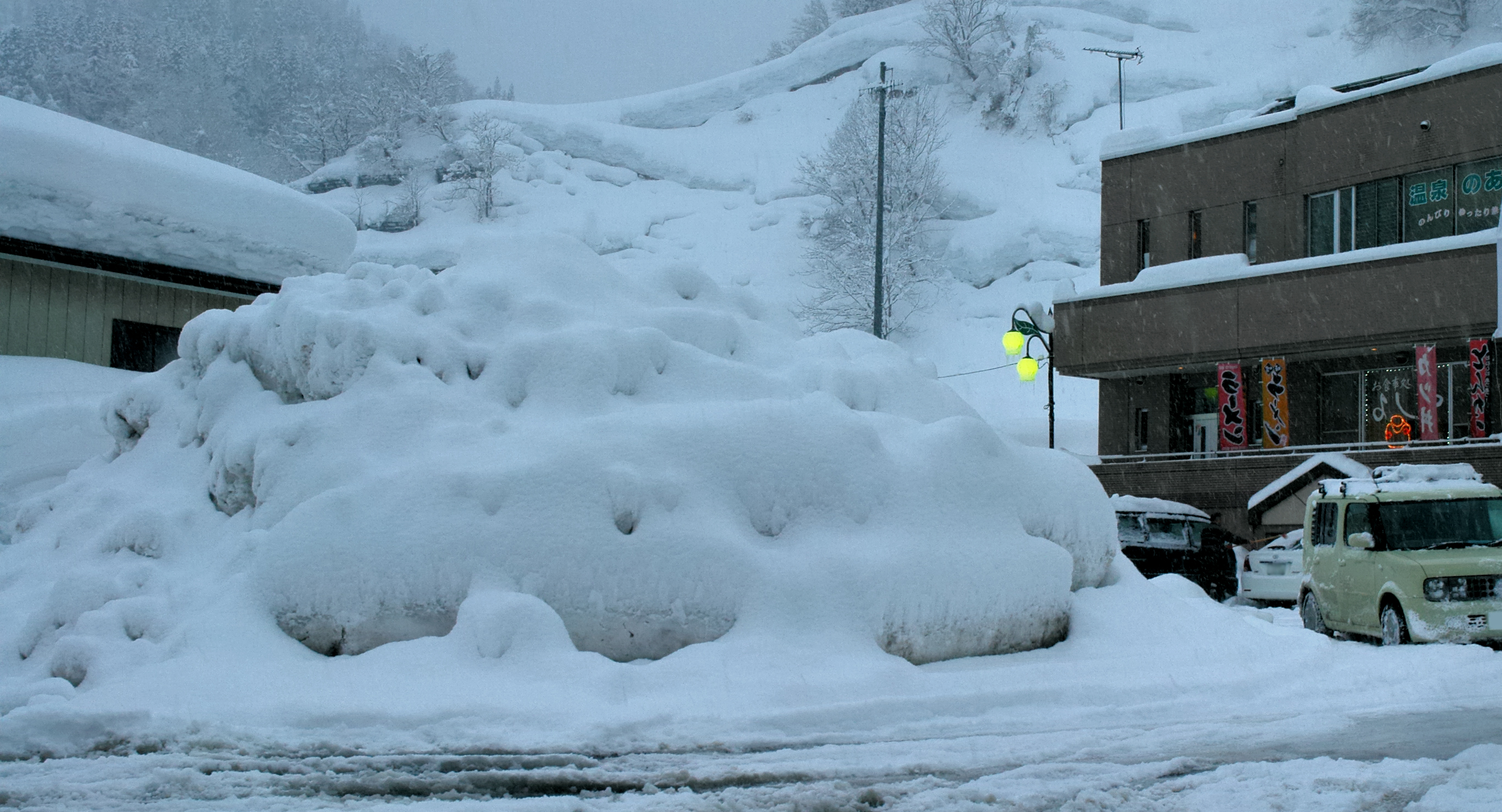
津南駅前に集められた雪
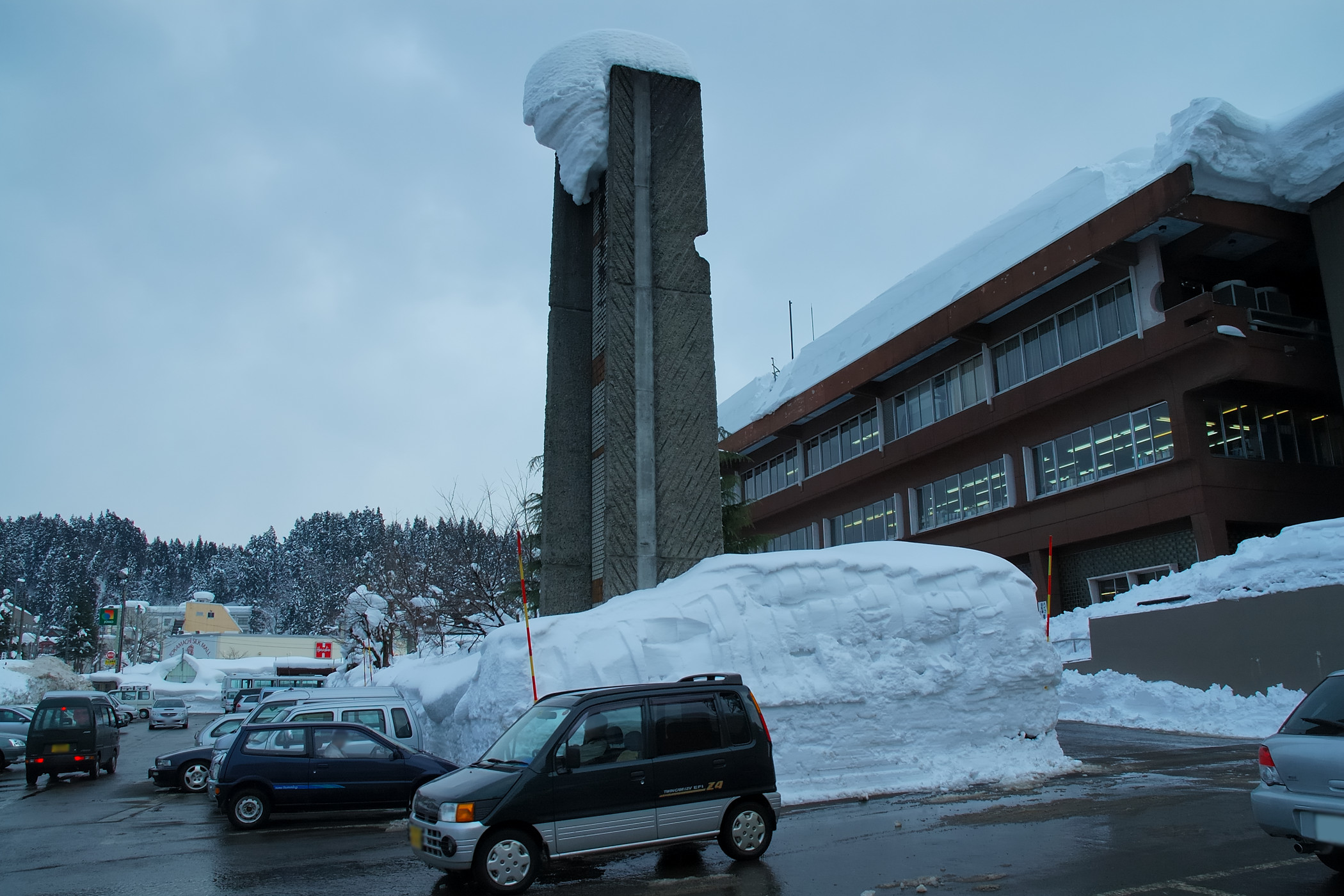
十日町市役所前
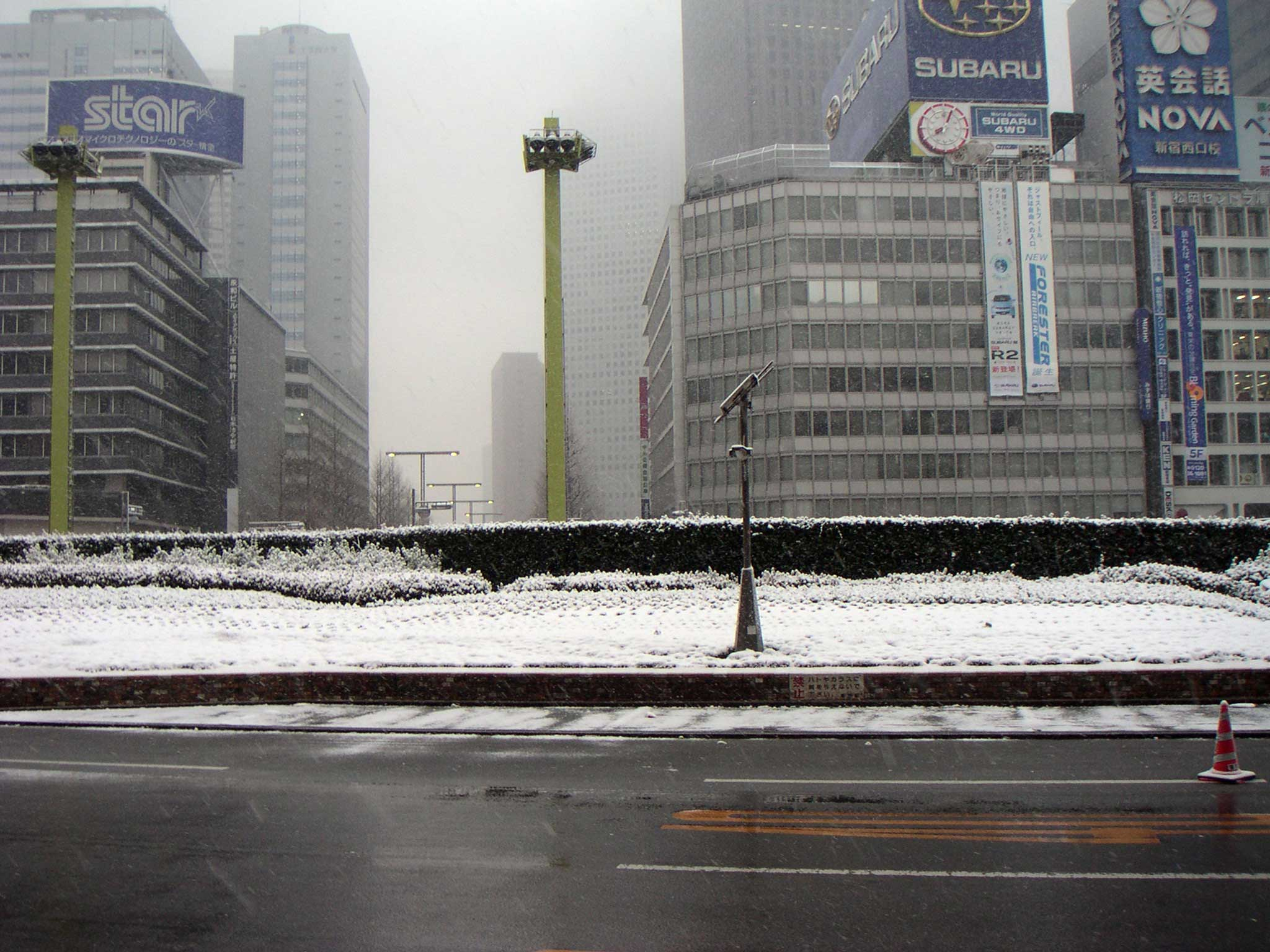
雪が降る新宿駅前
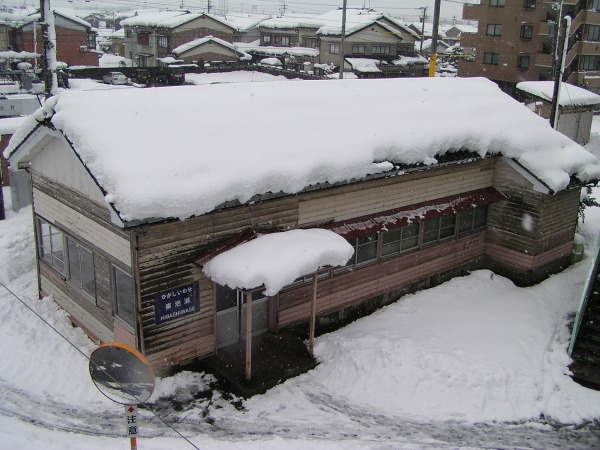
雪が積もった東岩瀬駅
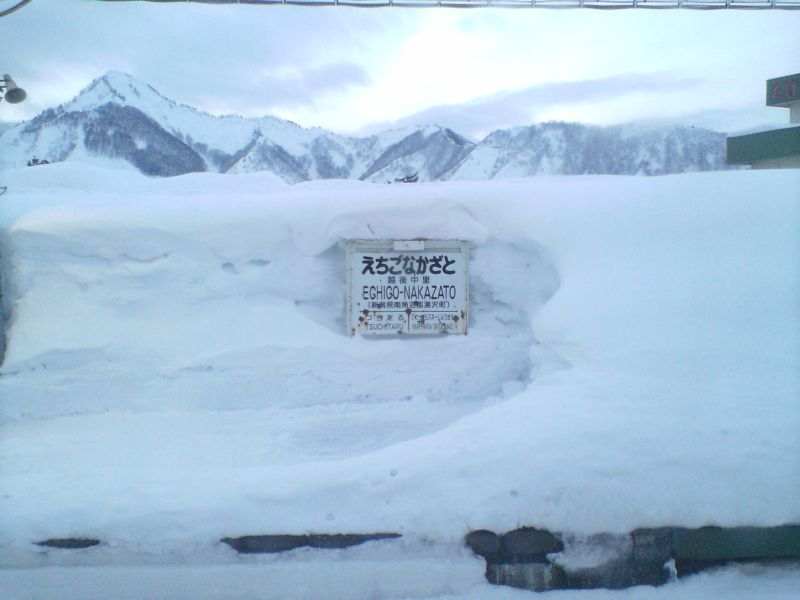
越後中里駅では駅名標が埋もれるほどの積雪だった
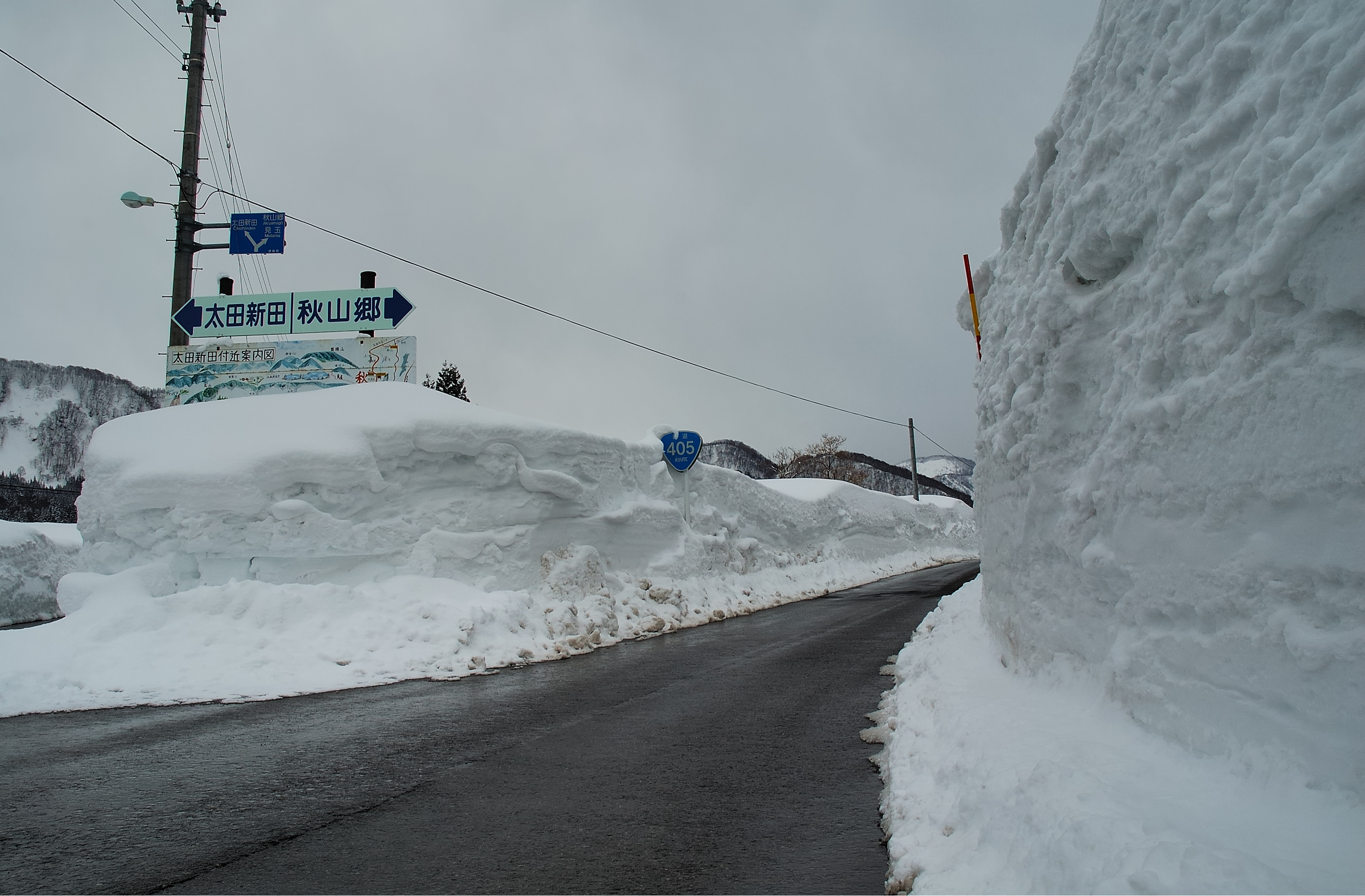
道路の両側に高く雪が積もった国道405号
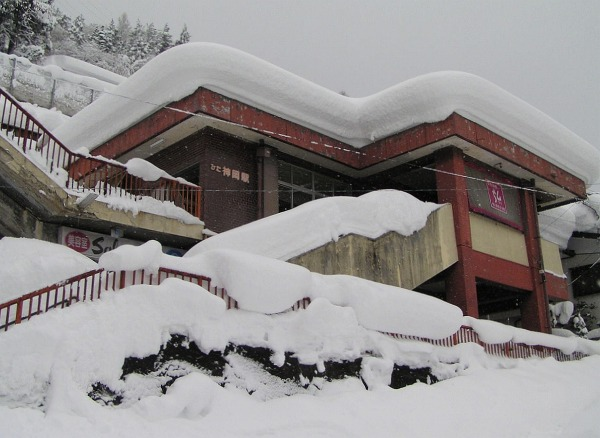
一面に雪が積もった飛騨神岡駅
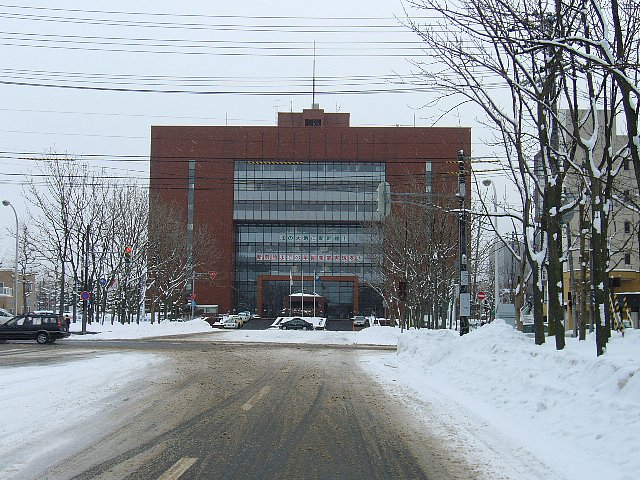
函館市役所前
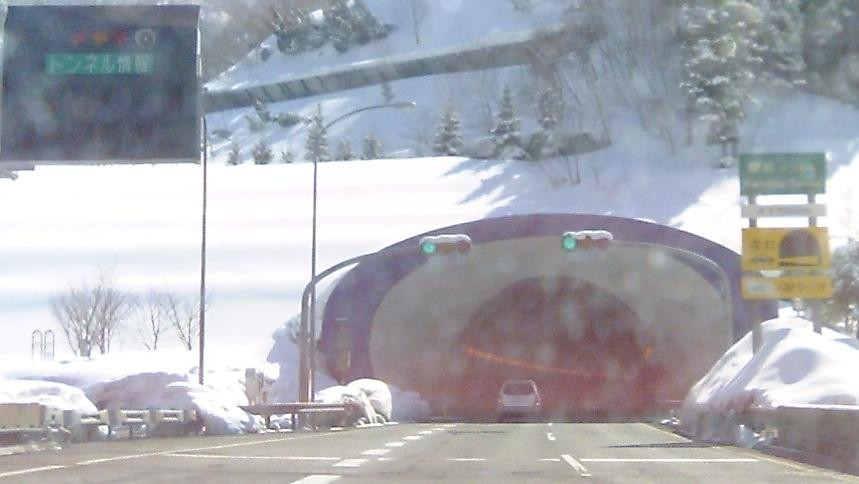
関越トンネル入り口
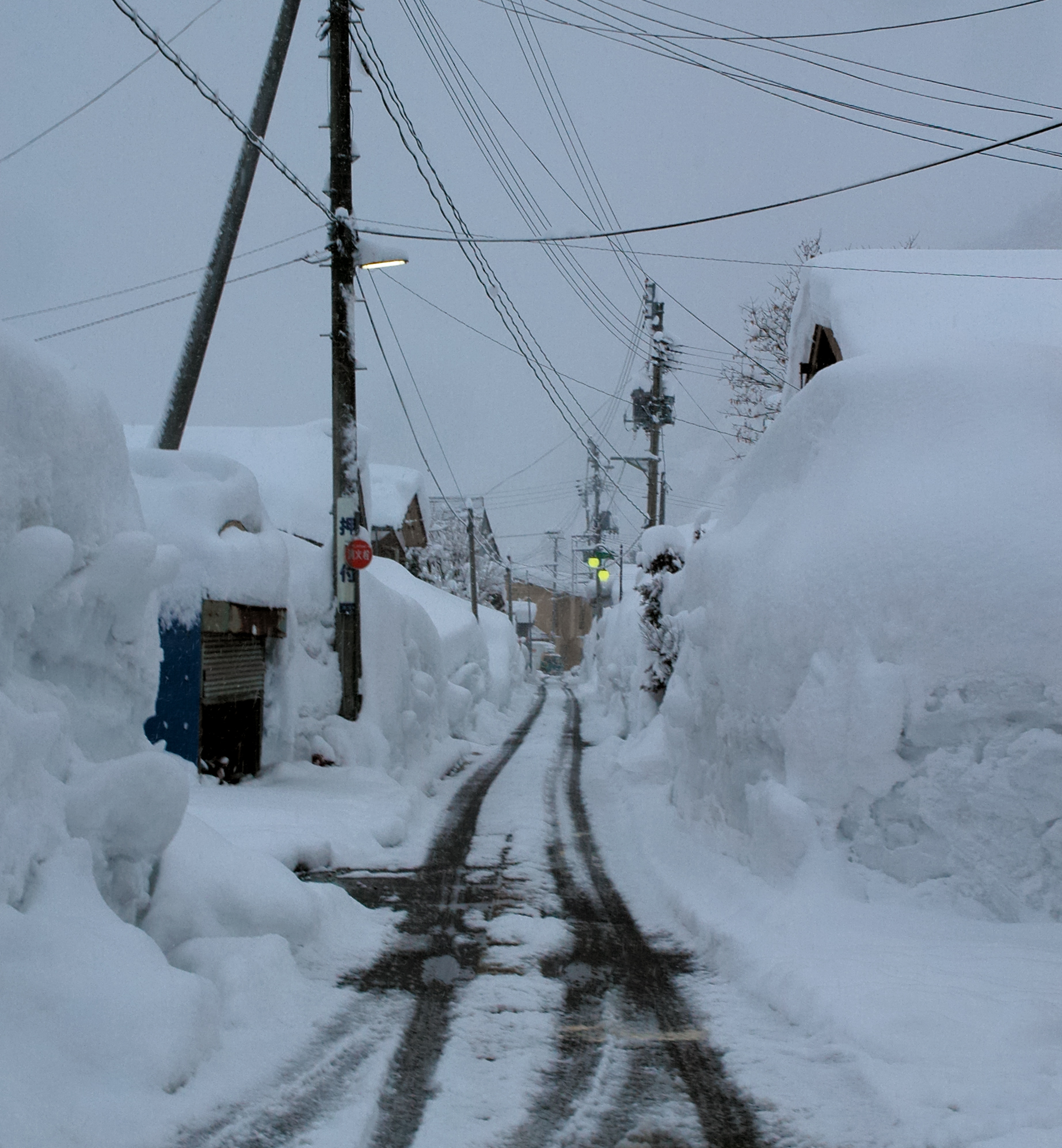
津南町の道路
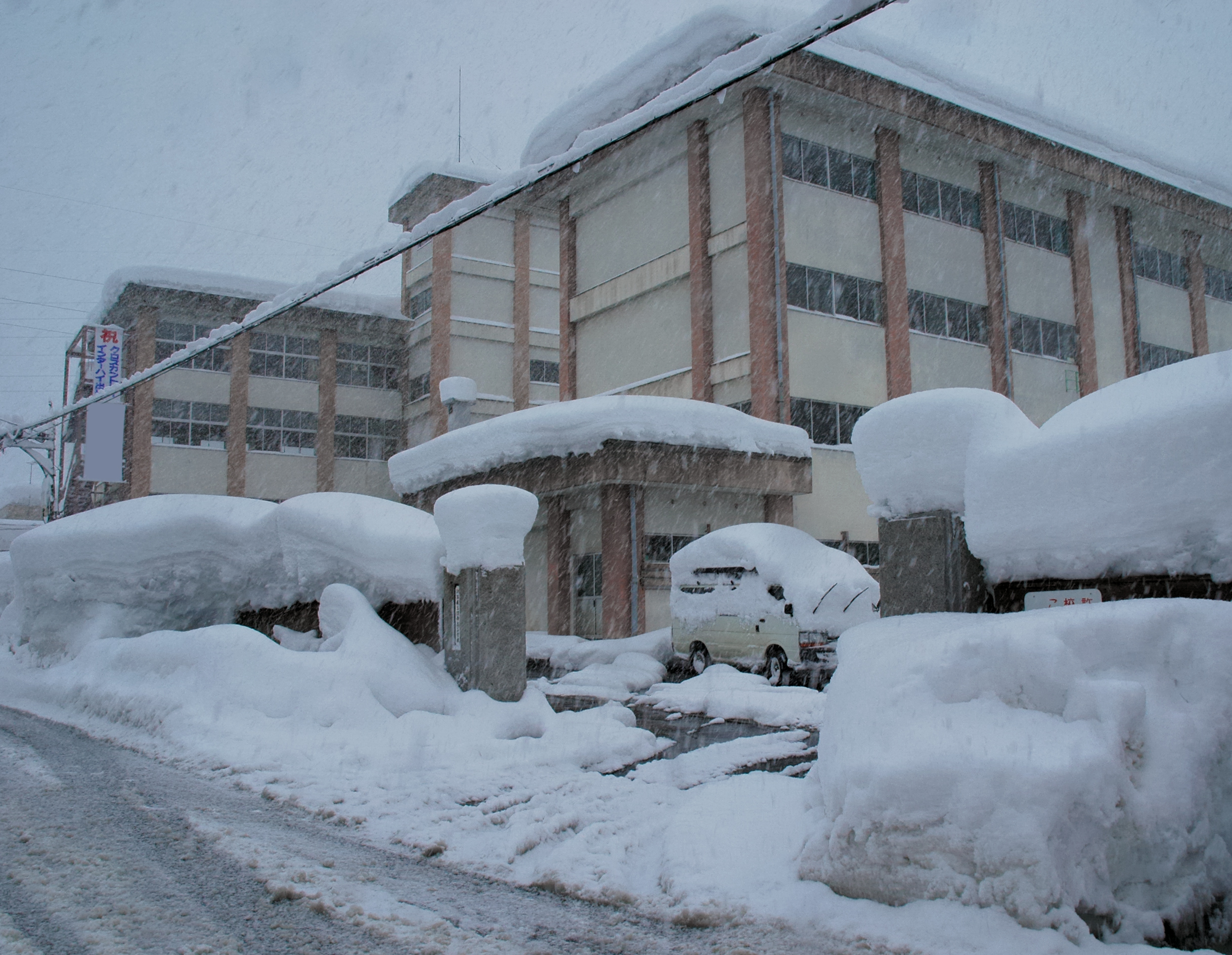
新潟県立津南高等学校
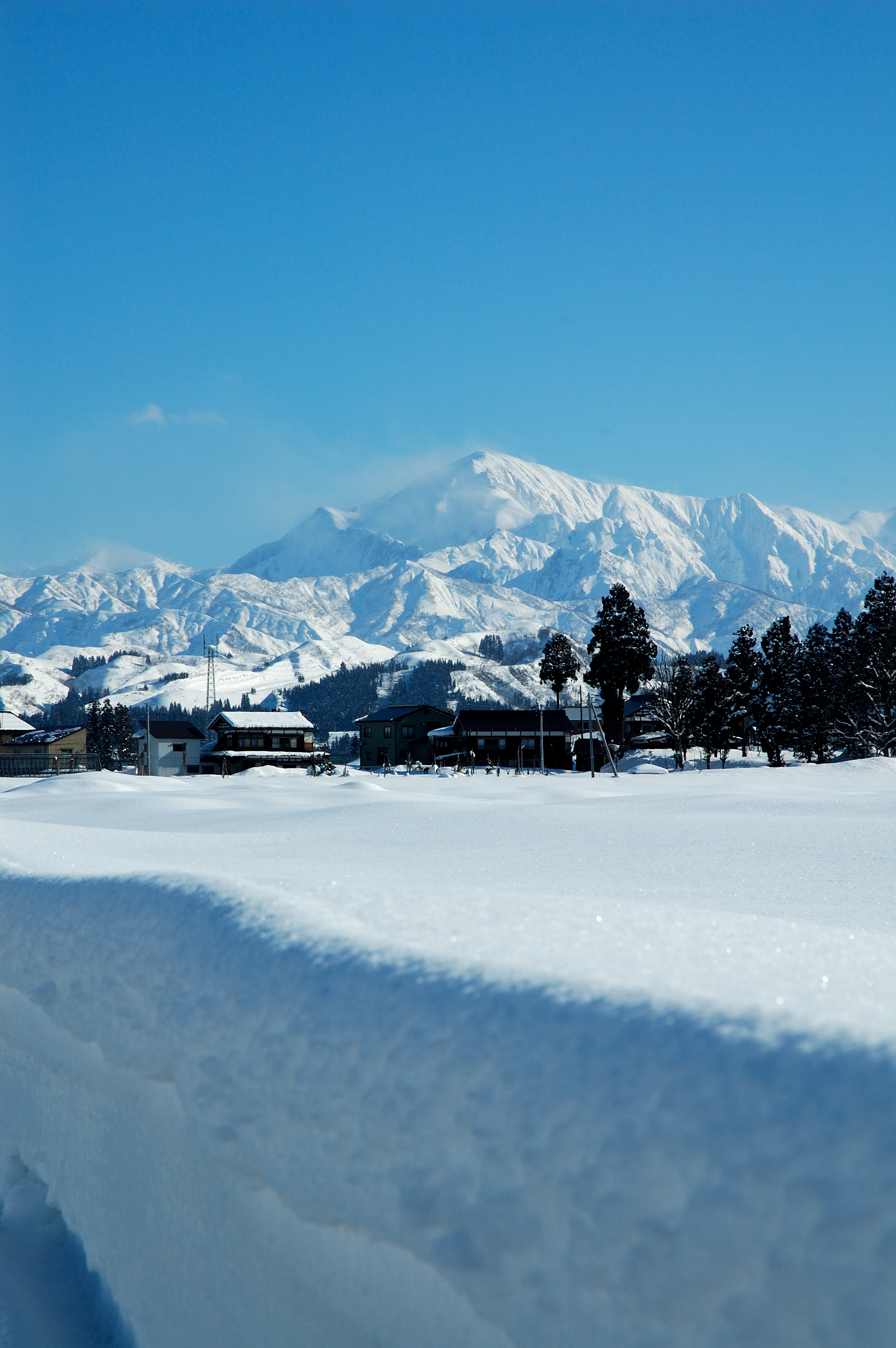
雪の積もった山並み（新潟県）